# Tai Tuivasa
Tai Anthony Tuivasa, né le 16 mars 1993 à Sydney (Australie), est un pratiquant australien d'arts martiaux mixtes (MMA). Il combat dans la catégorie des poids lourds à l'Ultimate Fighting Championship (UFC) et est actuellement classé numéro 9 dans sa catégorie.

## Biographie

### Jeunesse et carrière avortée de rugbyman

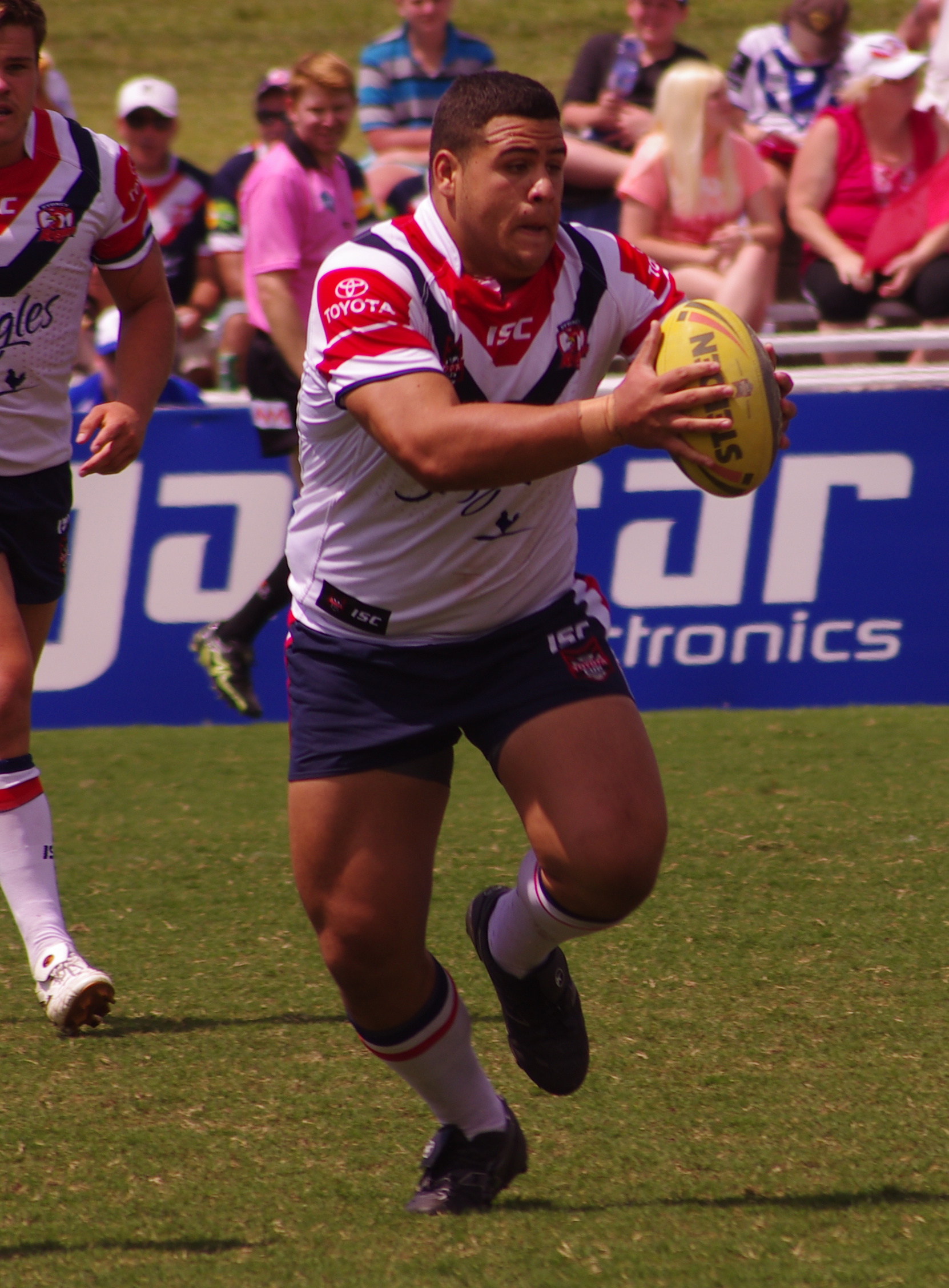
Tai Tuivasa avec les Sydney Roosters en 2012

Tai Tuivasa est né à Sydney, en Australie, d'une mère aborigène (Wiradjuri) et d'un père samoan. Il grandit dans la banlieue ouest de Sydney, à Mount Druitt, avec ses onze frères et sœurs,,. Dans sa jeunesse, il joue principalement au rugby. Il commence d'abord à jouer avec le club des Penrith Panthers avant de signer un contrat avec le club professionnel de rugby à XIII, les Sydney Roosters en 2010. Malgré son gros potentiel et ses aptitudes physiques avantageuses pour ce sport, il abandonne le rugby en 2012, à 19 ans, lorsqu'il développe une addiction aux jeux d'argent,. Il tombe alors dans une période où il est addicte aux drogues, à l'alcool et aux jeux d'argent avant de décider de se reprendre en main.

### Début en arts martiaux mixtes
Tai Tuivasa accepte de faire son premier combat de MMA pour gagner de l'argent. Il fait ainsi ses débuts professionnels en MMA en août 2012 dans son Australie natale. Il combat sporadiquement au cours des quatre années suivantes, toutes ses victoires se terminant par des KO.
En juillet 2012, à seulement 19 ans, il fait son premier combat contre un ancien rugbyman de 38 ans, connu pour être un « dur à cuire », Simon Osborne et remporte ce combat par KO au bout de 30 secondes.
Tuivasa combat ensuite l'ancien rugbyman australien, John Hopoate le 1er décembre 2012 dans l'arène du Newcastle Panthers FC et remporte ce combat par TKO. Il enchaînera cinq victoires jusqu’à s’offrir la ceinture des poids lourds de l’Australian Fighting Championship, en battant Brandon Sosoli par KO lors du premier round.

### Carrière à l'Ultimate Fighting Championship (depuis 2016)

#### Débuts et premiers combats (2016-2018)
En novembre 2016, Tai Tuivasa signe un contrat de quatre combats avec l'Ultimate Fighting Championship. Cependant, il doit s'absenter pendant une longue période en raison d'une blessure au genou et d'une intervention chirurgicale ultérieure. Il fait donc ses débuts à l'UFC un an plus tard, face à Rashad Coulter le 19 novembre 2017 à l'UFC Fight Night : Werdum vs. Tyboura. Il remporte le combat par KO sur un coup de genou au premier round et devient le premier combattant d'origine aborigène à remporter un combat à l'UFC. Cette victoire lui a également valu le bonus Performance of the Night.
Tuivasa affronte ensuite le Français Cyril Asker le 11 février 2018 à l'UFC 221. Il remporte ce combat par KO technique au premier round. Le 13 février 2018, Tuivasa entre dans le classement officiel de l'UFC pour les combattants poids lourds, arrivant à la 15e position.
En mars 2018, il signe un nouveau contrat de quatre combats avec l'UFC. Puis, il affronte Andrei Arlovski le 9 juin 2018 à l'UFC 225 et gagne ce combat par décision unanime.

#### Série de trois défaites consécutives (2018-2019)
Tuivasa affronte l'ancien champion poids lourd de l'UFC, Junior dos Santos le 2 décembre 2018 à l'UFC Fight Night 142. Il perd le combat par KO technique au deuxième round. C'est sa première défaite à l'UFC. Il combat ensuite Blagoy Ivanov le 8 juin 2019 à l' UFC 238, mais perd ce combat par décision unanime.
Quatre mois plus tard, il affronte Sergey Spivak, en octobre 2019 à l' UFC 243, et enchaîne une troisième défaite consécutive, cette fois par étranglement au deuxième round. Ces trois défaites consécutives ont failli lui coûter sa place à l'UFC. Souvent, à la quatrième, l’UFC décide de ne pas renouveler le contrat.

#### Au plus haut niveau (2020-2022)
Tai Tuivasa devait ensuite affronter Jarjis Danho le 6 juin 2020 à l'UFC 251. Cependant, le 9 avril, Dana White, le président de l'UFC, annonce que cet événement est reporté à une date ultérieure. Il affronte alors Stefan Struve le 24 octobre 2020 à l'UFC 254, et remporte le combat par KO dès le premier round.
Il devait ensuite affronter Don'Tale Mayes le 20 mars 2021. Cependant, Mayes est retiré du combat au cours de la semaine précédant l'événement pour des raisons non divulguées et remplacé par le nouveau venu, Harry Hunsucker. Tai Tuivasa gagne ce combat par KO technique dès le premier round.
Le 10 juillet 2021, lors de l'UFC 264, il affronte l'Américain Greg Hardy, et sort vainqueur de ce combat par KO dès le premier round. Cette victoire lui a valu le prix Performance of the Night.
Tuivasa devait ensuite affronter Walt Harris le 30 octobre 2021 à l'UFC 267, mais Harris s'est retiré du combat. Tai Tuivasa devait donc affronter Augusto Sakai le 20 novembre 2021 à l' UFC Fight Night 198. Cependant, en raison de problèmes de visa pour Tuivasa, le combat a été abandonné. Le combat a alors été reportée et s'est finalement déroulé le 11 décembre 2021 à l' UFC 269. Il remporte de nouveau le combat par KO, au deuxième round. Cette victoire a également valu à Tuivasa son troisième prix de Performance of the Night.
Pour son premier combat en 2022, à l'occasion de l'UFC 271, Tuivasa affronte Derrick Lewis et remporte le combat par TKO au deuxième round. Cette victoire lui a valu le prix Performance of the Night, pour la troisième fois d'affilée.

#### Nouvelle série de défaites (depuis 2022)
Pour son combat suivant, on lui propose de choisir son futur adversaire entre le numéro 1 chez les poids lourds, Ciryl Gane et le numéro 5 de la même catégorie, le Britannique Tom Aspinall. Il choisit le Français et le combat a lieu à l'occasion de l'UFC Paris, le 3 septembre 2022. Ciryl Gane remporte ce combat par KO lors du troisième round, Tai Tuivasa connaît alors sa quatrième défaite, la première depuis près de trois ans. Trois mois plus tard, le 3 décembre 2022, il est de retour dans l'octogone pour affronter le Russe Sergei Pavlovich à l'occasion de l'UFC on ESPN 42,. Il est cependant battu en moins d'une minute et concède une seconde défaite consécutive,.
Le 16 mars suivant, l'Australien s'incline face au Polonais Marcin Tybura via soumission par étranglement arrière au 1er round

## Vie privée
Tai Tuivasa a un fils, Carter Tuivasa, avec Brierley Pedro, la sœur du combattant poids mi-lourds de l'UFC, Tyson Pedro,.
Il présente actuellement "The Halfcast Podcast" avec Tyson Pedro et Andrew Fifita comme co-animateurs.
Depuis 2018, il célèbre ses victoires en faisant un « shoey », c'est-à-dire en buvant de la bière dans une chaussure empruntée. Le journal de Sydney, The Daily Telegraph, lui a alors attribué le surnom de « Shoeyvasa »,. À l'UFC 254, il gagne de nouveau mais n'est pas autorisé à faire le shoey dans la cage, mais a depuis poursuivi la tradition.

## Palmarès en arts martiaux mixtes
| 22 combats     | 14 victoires | 8 défaites |
| Par KO         | 13           | 3          |
| Par soumission | 0            | 3          |
| Sur décision   | 1            | 2          |

| Résultat | Record | Adversaire            | Méthode                             | Événement                              | Date             | Round | Temps | Lieu                           | Notes                       |
| -------- | ------ | --------------------- | ----------------------------------- | -------------------------------------- | ---------------- | ----- | ----- | ------------------------------ | --------------------------- |
| Défaite  | 14-8   | Jairzinho Rozenstruik | Décision partagée                   | UFC 305: Du Plessis vs. Adesanya       | 18 août 2024     | 3     | 5:00  | Perth, Australie               |                             |
| Défaite  | 14-7   | Marcin Tybura         | Soumission (étranglement arrière)   | UFC Fight Night: Tuivasa vs. Tybura    | 16 mars 2024     | 1     | 4:06  | Las Vegas, Nevada, États-Unis  |                             |
| Défaite  | 14-6   | Aleksander Volkov     | Soumission (ezekial choke)          | UFC 293                                | 9 septembre 2023 | 2     | 4:37  | Perth, Australie               |                             |
| Défaite  | 14-5   | Sergei Pavlovich      | KO (coups de poing)                 | UFC Fight Night: Thompson vs Holland   | 4 décembre 2022  | 1     | 0:54  | Orlando, Floride, États-Unis   |                             |
| Défaite  | 14-4   | Ciryl Gane            | KO (coups de poing)                 | UFC Fight Night : Gane vs. Tuivasa     | 3 septembre 2022 | 3     | 4:23  | Paris, France                  | Combat de la soirée.        |
| Victoire | 14–3   | Derrick Lewis         | KO (coup de coude au visage)        | UFC 271                                | 12 février 2022  | 2     | 1:40  | Houston, Texas, États-Unis     | Performance de la soirée.   |
| Victoire | 13–3   | Augusto Sakai         | KO (coups de poing)                 | UFC 269                                | 11 décembre 2021 | 2     | 0:26  | Las Vegas, Nevada, États-Unis  | Performance de la soirée.   |
| Victoire | 12–3   | Greg Hardy            | KO (coups de poing)                 | UFC 264                                | 10 juillet 2021  | 1     | 1:07  | Las Vegas, Nevada, États-Unis  | Performance de la soirée.   |
| Victoire | 11–3   | Harry Hunsucker       | TKO (coups de poing)                | UFC Vegas 22 Brunson vs Holland        | 20 mars 2021     | 1     | 0:49  | Las Vegas, Nevada, États-Unis  |                             |
| Victoire | 10–3   | Stefan Struve         | KO (coups de poing)                 | UFC 254                                | 24 octobre 2020  | 1     | 4:59  | Abou Dabi, Émirats arabes unis |                             |
| Défaite  | 9–3    | Sergey Spivak         | Soumission (étranglement bras-tête) | UFC 243                                | 6 octobre 2019   | 2     | 3:14  | Melbourne, Australie           |                             |
| Défaite  | 9–2    | Blagoy Ivanov         | Décision (unanime)                  | UFC 238                                | 8 juin 2019      | 3     | 5:00  | Chicago, Illinois, États-Unis  |                             |
| Défaite  | 9–1    | Junior dos Santos     | TKO (coups de poing)                | UFC Fight Night: dos Santos vs Tuivasa | 2 décembre 2018  | 2     | 2:30  | Adélaïde, Australie            |                             |
| Victoire | 9–0    | Andrei Arlovski       | Décision (unanime)                  | UFC 225                                | 9 juin 2018      | 3     | 5:00  | Chicago, Illinois, États-Unis  |                             |
| Victoire | 8–0    | Cyril Asker           | TKO (coups de poing)                | UFC 221                                | 11 février 2018  | 1     | 2:18  | Perth, Australie               |                             |
| Victoire | 7–0    | Rashad Coulter        | KO                                  | UFC Fight Night: Werdum vs Tybura      | 19 novembre 2017 | 1     | 4:35  | Sydney, Australie              | Performance de la soirée.   |
| Victoire | 6-0    | James McSweeney       | TKO                                 | AFC 17                                 | 15 octobre 2016  | 1     | 5:00  | Melbourne, Australie           | Défend le titre de l'AFC.   |
| Victoire | 5–0    | Brandon Sosoli        | KO (coups de coude)                 | AFC 16                                 | 18 juin 2016     | 1     | 0:21  | Melbourne, Australie           | Remporte le titre de l'AFC. |
| Victoire | 4–0    | Gul Pohatu            | TKO (coups de poing)                | Urban Fight Night 5                    | 12 décembre 2015 | 1     | 0:44  | Liverpool, Australie           |                             |
| Victoire | 3–0    | Erik Nosa             | TKO (coups de poing)                | Gladiators Cage Fighting: Gladiators 3 | 9 novembre 2012  | 1     | 0:28  | Sydney, Australie              |                             |
| Victoire | 2–0    | Aaron Nieborak        | TKO (coups de poing)                | Gladiators Cage Fighting: Gladiators 2 | 31 août 2012     | 1     |       | Sydney, Australie              |                             |
| Victoire | 1–0    | Simon Osborne         | TKO (coups de poing)                | Elite Cage Championships 2             | 6 juillet 2012   | 1     |       | Sydney, Australie              |                             |